# Rio Gota (Suécia)
Rio Gota ou Göta (em sueco: Göta älv;  ouça a pronúncia) é um rio da Suécia, que flui do lago Vänern, passando pelas cidades de Vänersborg, Trollhättan, Kungälv e Gotemburgo antes de desaguar no estreito de Categate. O rio propriamente dito tem comprimento de 93 quilômetros, enquanto o rio incluindo o curso de água a montante desde a sua nascente em Härjedalen tem extensão de 746 quilômetros. Em conjunto, o Gota, o Vänern e o rio Clar, um afluente que deságua no Vänern, constituem o maior "rio" da Escandinávia - o chamado "rio Gota-Clar" (Göta älv-Klarälven), com 200 quilômetros na Noruega e 520 na Suécia.
O Gota tem uma bacia hidrográfica de 50 038 quilômetros quadrados (incluindo Vänern e os seus afluentes), dos quais 42 468 estão na Suécia e o restante na Noruega. Seu fluxo médio na foz é de aproximadamente 611 metros cúbicos por segundo. É notável por seu papel na navegação fluvial, produção de energia elétrica e fornecimento de água potável. De realçar ainda, o Gota dá acesso ao lago Vänern, onde começa o Canal de Gota, permitindo a viagem de barco de Gotemburgo a Estocolmo, através do interior do país.

## Etimologia e uso
O hidrônimo Göta deriva da palavra sueca antiga Götar (plural de göt/göte, nome do grupo étnico habitante da região), enquanto o substantivo comum que o acompanha, älv, designa "rio", e derivou de ælf. Significa, literalmente, "rio dos Gotas" (götarnas älv).
Foi mencionado em nórdico antigo como Elfina (século XIII) pelo historiador islandês Snorri Sturluson, em sueco como Gautelfr (século XIII), Elfr (1325), Stora Elffwan (1644) e Giötha Ellf (1686), e ainda em latim como Albis fluvius e Gothelba (1070) na obra Atos dos Bispos da Igreja de Hamburgo do historiador Adão de Bremen.